# Valeriy Borisov
Valeriy Aleksandrovich Borisov (em russo: Валерий Александрович Борисов; Temirtau, Quaraghandy, RSS do Cazaquistão, 18 de setembro de 1966) é um ex-atleta cazaque, praticante de marcha atlética. Foi o vencedor dos 20 km marcha dos Jogos Asiáticos de 2002.
Participou em três edições olímpicas: 18º lugar em 20 km marcha nos Jogos de Atlanta 1996, 25º em 50 km e 38º em 20 km marcha nos Jogos de Sydney 2000 e 27º classificado nos 20 km marcha em Atenas 2004.
Tem como recordes pessoais os seguintes registos:
- 20000m marcha: 1:22:50.3 m (2001)
- 20 km marcha: 1:19:55 h (1996)
- 50 km marcha: 3:57:19 h (2000)